# Hejiang
| 合江省 Provincie Hejiang |         |
|                          |         |
| Hoofdstad                | Jiamusi |

Hejiang was van 1945 tot 1949 een provincie in het noordoosten van het gebied Noordoost-China en had een oppervlakte van 135.500 km². Jiamusi was toentertijd de provinciehoofdstad. De oorsprong van de naam Hejiang ligt op samenkoming van de rivieren Oessoeri en Songhua tot de rivier Heilongjiang. In 1947 had de provincie 1,9 miljoen mensen. Na de oprichting van Volksrepubliek China werd de provincie Hejiang opgeheven en in de nieuwe provincie Heilongjiang gestopt.
Andong · Chahar · Hejiang · Liaobei · Nenjiang · Rehe · Songjiang · Suiyuan · Xikang · Xing'an